# FACE (80kidzのアルバム)
『FACE』（フェイス）は、2014年9月24日にリリースされた80kidzの4枚目のアルバム。

## 解説
- 80KIDZの4thアルバム
- ゲストボーカルにBenjamin Diamond (Daft PunkのメンバーThomas Bangalter、フレンチ・ハウスの象徴的アーティストAlan BraxeとのユニットStardustのメンバーとしても活躍)、Ronika、Jhameel、Ann Saunderson (Inner City、Octave One等の作品に参加しハウス・クラシックを多く生み出した女性シンガー)、Kazuki Sato、David E. Sugarを迎えている。
- メンバーはこのアルバムのタイトルついて「顔を隠して活動してきた自分達とって『顔』は結成時より大切にしてきたテーマ。また、アルバム収録内容においては、これまでの自分達らしい楽曲に加えて新たな『一面』も表現できたということがタイトルの由来。」と述べている。

## 収録曲
1. Intro
2. Egyptian Raver
3. I Got a Feeling (feat. Benjamin Diamond)
4. Don't Wait Up (feat. Ronika)
5. Can't Sleep (feat. Jhameel)
6. Venge
7. Sting
8. Dusk
9. Gen X (feat. Ann Saunderson)
10. Into The Sun
11. Something in the Way (feat. Kazuki Sato)
12. Face